# 地域医療機能推進機構玉造病院
独立行政法人地域医療機能推進機構玉造病院（どくりつぎょうせいほうじんちいきいりょうきのうすいしんきこう たまつくりびょういん）は、独立行政法人地域医療機能推進機構（JCHO）が島根県松江市に設置する病院。通称JCHO玉造病院（ジェイコーたまつくりびょういん）。

## 概要
厚生年金保険法に基づき設立され、2014年3月まで財団法人厚生年金事業振興団が、同年4月から独立行政法人地域医療機能推進機構が運営。整形外科領域のあらゆる疾患を扱っており、特に人工関節外科・脊椎外科は、それぞれに人工関節センター・脊椎外科センターを設置し専門のスタッフが治療にあたっている。

## 沿革
第二次世界大戦終戦後の1945年11月に島根県八束郡玉湯町（現松江市）の玉造温泉の旅館暢神亭を買収し、玉造整形外科療養所として開設した。開設当時の日本では整形外科はマイナーな診療科で、独立した整形外科を名乗る診療科は、中国地方、四国地方では大学を含めても存在せず、西日本の広い範囲から外傷を中心とした整形外科患者を受け入れていた。その後、1952年に厚生年金玉造整形外科病院、1971年に内科を併設し、1972年に玉造厚生年金病院と名称を変更、1981年現在の地に新築移転した。2014年度から経営母体が移行し、独立行政法人地域医療機能推進機構 玉造病院となった。

## 診療科目
- 整形外科

- 内科

- 消化器内科

- リウマチ科

- 循環器内科

- 神経内科

- リハビリテーション科

- 皮膚科

- 麻酔科

- 歯科

- 歯科口腔外科

## 医療機関の認定・届出
- 身体障害者福祉法による更生医療指定医療機関

- 原爆被爆者一般医療等に関する医療機関

- 結核予防法指定医療機関

- 島根県地域医療拠点病院

- DPC診断群類点数表

- 回復期リハビリテーション病棟入院料

- 地域包括ケア病棟入院料

- 内視鏡下椎弓切除術

- 内視鏡下椎間板抽出術